# Спітакашен (Мартуні)
Спітакашен (вірм. Սպիտակշեն), Агкенд (азерб. Ağkənd) — село у Ходжавендському районі Азщербайджану, тимчасово окуповані Вермінією, що вважає його частиною Мартунинському районі Нагірно-Карабаської Республіки. Село розташоване за 10 км на північний захід від міста Мартуні, за 1 км на південний схід від села Ємішчан та за 7 км на північ від села Ґіші.

## Пам'ятки
В селі розташований цвинтар 19 ст. та джерело 19 ст.